# قهرمانی تگ تیم دبلیودبلیوئی
قهرمانی تگ تیم دبلیودبلیوئی (به انگلیسی: WWE Tag Team Championship) یک کمربند قهرمانی در کشتی حرفه‌ای است که توسط پروموشن دبلیودبلیوئی ارائه و در برند اسمک‌داون از آن دفاع می‌شود. این عنوان قهرمانی به همراه قهرمانی تگ تیم جهان در برند راو، دو عنوان قهرمانی تگ تیم در دبلیودبلیوئی هستند. قهرمانان کنونی، تیم استریت پروفیتس (آنجلو داوکینز و مانتز فورد) هستند که برای دومین بار قهرمان این کمربند شده‌اند. آنها با شکست دادن دی‌آی‌وای (جانی گارگانو و توماسو چامپا) در شوی اسمک‌داون به تاریخ ۱۴ مارس ۲۰۲۵ موفق به قهرمانی شدند.
این عناوین در ۲۳ اوت ۲۰۱۶ و با نام اولیه قهرمانی تگ تیم اسمک‌داون (به انگلیسی: WWE SmackDown Tag Team Championship) ایجاد شد تا مکمل کمربند قهرمانی تگ تیم دبلیودبلیوئی قدیم باشد که پس از درفت ۲۰۱۶ به قهرمانی تگ تیم راو تغییر نام داد. از ماه مه ۲۰۲۲ تا آوریل ۲۰۲۴، هر دوی این عناوین تحت نام قهرمانی بی چون و چرای تگ تیم دبلیودبلیوئی با همدیگر دفاع می‌شدند، هر چند که تاریخچه جدای از هم داشتند. تحت این نام، هر دو عنوان همزمان به اولین قهرمانی‌های تگ تیم تبدیل شدند که از آنها در مسابقه پایانی (مین‌ایونت) رسلمنیا دفاع می‌شوند؛ اتفاقی که در شب اول رسلمنیا ۳۹ در آوریل ۲۰۲۳ رخ داد. این عناوین بار دیگر و در پی‌پرویوی شب قهرمانان که مه همان سال برگزار شد در مسابقه پایانی دفاع شدند. سپس این عناوین در آوریل ۲۰۲۴ و در رسلمنیا ۴۰ از هم تفکیک و قهرمانی تگ تیم اسمک‌داون به نام کنونی تغییر پیدا کرد.